# Паредес (Куенка)
Паредес (ісп. Paredes) — муніципалітет в Іспанії, у складі автономної спільноти Кастилія-Ла-Манча, у провінції Куенка. Населення — 90 осіб (2010).
Муніципалітет розташований на відстані близько 85 км на південний схід від Мадрида, 60 км на захід від Куенки.

## Демографія
Динаміка населення (INE ):